# Rumour Has It (canción de Adele)
«Rumour Has It» es una canción interpretada por la cantautora británica Adele, perteneciente a su segundo álbum de estudio 21. Salió al mercado musical el 5 de noviembre de 2011 a través de XL Recordings como el cuarto sencillo de dicho disco. La canción fue escrita por Adele y Ryan Tedder, que también estuvo a cargo de la producción de la misma. Adele reveló que la canción no se inspiró en los medios de comunicación, sino que estaba dirigido a sus amigos que creían que las cosas que escucharon de ella. Musicalmente, «Rumor Has It» contiene el jazz, blues, pop y los elementos acompañados por el ritmo pisar y piano.
La canción recibió reseñas generalmente positivas de los críticos que elogiaron la voz de Adele y lo memorable que era la canción. Incluso sin haber sido lanzado como sencillo, la canción llegó en el Billboard Hot 100 al número 20 y superó la Triple A del gráfico. En Países Bajos, el disco fue lanzado como el cuarto sencillo del álbum, después de «Rolling in the Deep», «Set Fire to the Rain» y «Someone Like You». La canción obtuvo la certificación de doble platino por la RIAA por ventas superiores a 2 millones de unidades en Estados Unidos. Adele agregó «Rumor Has It» a su repertorio de canciones de su segunda gira mundial, Adele Live.

## Antecedentes
El 28 de octubre de 2011, un miembro de Columbia Records desveló a través de una entrevista a Billboard que el tema Rumour Has It se lanzaría al mercado como tercer sencillo del álbum [21] en Estados Unidos y que sería retransmitido por todas las emisoras de radio. A pesar de este anuncio, el lanzamiento fue cancelado y en su lugar se lanzó Set Fire to the Rain, el 21 de noviembre de 2011. La explicación del sello fue que preveían que este tema tendría mayor predilección por parte del público. Columbia estrenó finalmente Rumour Has It el 5 de noviembre de 2011, como cuarto sencillo de 21.
«Rumor Has It»  es un número de jazz de percusión, mucho más alegre que las demás del disco. Adele la describe como una "canción de blues con tonos de fuerte pop". Ella explicó que la canción no se inspiró en los medios de comunicación, pero estaba dirigido a sus propios amigos, que frecuentemente se propaga rumores sobre su ruptura con su novio. La canción también fue promocionada en ABC Family a la serie The Lying Game.

## Versiones
La serie de televisión Glee realizó su propia versión de la canción, incluyendo la canción «Someone Like You», también de la cantante británica. La banda de metal alternativo Mushroomhead realizó una versión que será incluida en su álbum The Righteous and the Butterfly.

## Posicionamiento en listas
| \| Listas (2011–2012) \| Mejor posición \| \| ---------------------------------------------- \| -------------- \| \| Alemania (Offizielle Deutsche Charts)[1] \| 68 \| \| Australia (ARIA)[2] \| 69 \| \| Austria (Ö3 Austria Top 40)[3] \| 26 \| \| Bélgica (Flandes) (Ultratop 50)[4] \| 46 \| \| Bélgica (Valonia) (Ultratip Bubbling Under)[5] \| 7 \| \| Canadá (Canadian Hot 100)[6] \| 16 \| \| Canadá (Alternative Rock)[7] \| 4 \| \| Corea del Sur (GAON International Chart)[8] \| 1 \| \| Estados Unidos (Billboard Hot 100)[9] \| 16 \| \| Estados Unidos (Mainstream Top 40)[10] \| 8 \| \| Estados Unidos (Adult Top 40)[11] \| 2 \| \| Estados Unidos (Adult Contemporary)[12] \| 5 \| \| Estados Unidos (Billboard Rock Songs)[13] \| 27 \| \| Estados Unidos (Alternative Airplay)[14] \| 40 \| \| Estados Unidos (Billboard Triple A)[15] \| 1 \| \| Francia (SNEP)[16] \| 172 \| \| Hungría (Rádiós Top 40)[17] \| 36 \| \| Israel (Media Forest)[18] \| 7 \| \| Italia (FIMI)[19] \| 25 \| \| México (Billboard Mexican Airplay)[20] \| 31 \| \| Países Bajos (Dutch Top 40)[21] \| 21 \| \| Polonia (Polish Singles Chart)[22] \| 12 \| \| Reino Unido (The Official Charts Company)[23] \| 85 \| |                |
| Listas (2011–2012) | Mejor posición |
| Alemania (Offizielle Deutsche Charts) | 68             |
| Australia (ARIA) | 69             |
| Austria (Ö3 Austria Top 40) | 26             |
| Bélgica (Flandes) (Ultratop 50) | 46             |
| Bélgica (Valonia) (Ultratip Bubbling Under) | 7              |
| Canadá (Canadian Hot 100) | 16             |
| Canadá (Alternative Rock) | 4              |
| Corea del Sur (GAON International Chart) | 1              |
| Estados Unidos (Billboard Hot 100) | 16             |
| Estados Unidos (Mainstream Top 40) | 8              |
| Estados Unidos (Adult Top 40) | 2              |
| Estados Unidos (Adult Contemporary) | 5              |
| Estados Unidos (Billboard Rock Songs) | 27             |
| Estados Unidos (Alternative Airplay) | 40             |
| Estados Unidos (Billboard Triple A) | 1              |
| Francia (SNEP) | 172            |
| Hungría (Rádiós Top 40) | 36             |
| Israel (Media Forest) | 7              |
| Italia (FIMI) | 25             |
| México (Billboard Mexican Airplay) | 31             |
| Países Bajos (Dutch Top 40) | 21             |
| Polonia (Polish Singles Chart) | 12             |
| Reino Unido (The Official Charts Company) | 85             |

## Certificaciones
| País           | Organismo certificador | Certificación | Simbolización | Ventas    | Ref.   |
| -------------- | ---------------------- | ------------- | ------------- | --------- | ------ |
| Australia      | ARIA                   | Oro           | ●             | 35 000    | [ 24 ] |
| Canadá         | Music Canada           | 2× Platino    | 2▲            | 160 000   | [ 24 ] |
| Estados Unidos | RIAA                   | 2× Platino    | 2▲            | 2 000 000 | [ 25 ] |
| Italia         | FIMI                   | Oro           | ●             | 15 000    | [ 24 ] |
| México         | AMPROFON               | Oro           | ●             | 30 000    | [ 26 ] |